# Колумбове яйце Тесли

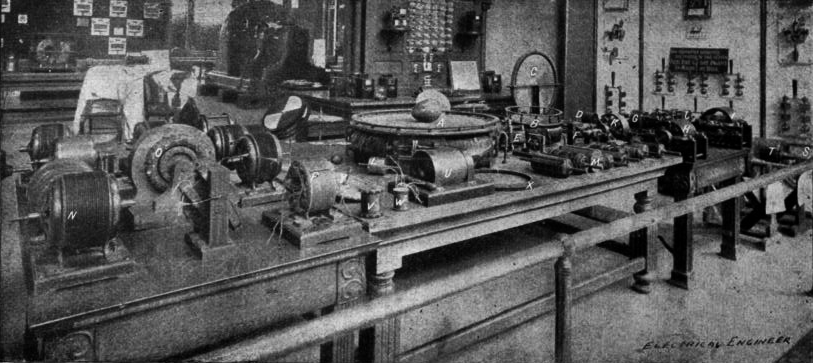
Фотографія приладу, 1893 р.

На Всесвітній виставці в 1893 році, яка проходила в Чикаго, Нікола Тесла продемонстрував електромеханічний пристрій, який назвав Яйце Колумба. Воно було розроблено ним для того, щоб продемонструвати принципи взаємодії магнітних полів з електропровідним неферомагнітним тілом і принцип індукційного електродвигуна Тесли. Пристрій складався зі статора з двома полюсами, взаємо перпендикулярні магнітні поля яких збуджувалися двофазним генератором змінного струму. Ротор був виконаний з міді у формі яйця без осьових опор. При розкручуванні обертовим магнітним полем після досягнення певної швидкості обертання мідне яйце вставало, обертаючись, на гострий кінець (у вертикальне положення). Через це цей пристрій і отримав свою назву.
У цьому пристрої Тесли використовувався тороїдальний статор із залізним сердечником, на якому були намотані чотири обмотки. Джерелом живлення для машини служив двофазний генератор змінного струму, струмами якого і створювалося обертове магнітне поле в пристрої. Статор збуджувався змінним струмом з частотою від 25 до 300 Гц. Оптимальна для демонстрації робоча частота живлення пристрою, за деякими описами, становила від 35 до 40 Гц.
Близькі до оригінального пристрою копії пристрої зараз (2014 р.) знаходяться в експозиціях Музею Ніколи Тесли у Белграді, в Меморіальному центрі «Нікола Тесла» в Сміляне, в Технічному музеї, м. Загреб, Хорватському музеї історії, а також в музеї науки Енн-Арбор, штат Мічиган і (за станом на 1987 р .) в московському Політехнічному музеї.

### Ресурси Інтернету
- What Did Nikola Tesla Invent? [Архівовано 27 листопада 2020 у Wayback Machine.] — Експеримент з Колумбовим яйцем Тесли
- Tesla's Egg of Columbus. Electrical Experimenter, 1919 — Стаття, що описує експеримент
- Replicas [Архівовано 11 грудня 2015 у Wayback Machine.] Копії Яйця Колумба
- Youtube demonstration
- MIT demonstration [Архівовано 12 березня 2018 у Wayback Machine.]